# Цечой
Цечой (чечен. Цӏечой, ингуш. ЦӀечой) — тайп, входящий в состав орстхойцев. Родовое село — Цеча-Ахки в Серноводском районе Чеченской Республики.

## Название
Я. З. Ахмадов считает, что этимология Цеча довольно прозрачна и означает — «красный», «красная (местность)». По его мнению, это может быть связано с наличием железистых источников или окрашиваемых утренним солнцем в красный цвет известняковых скал характерных для данной местности.
Помимо тайпа Цечой есть также ингушская фамилия Цечоевы, входящая в состав общества Орстхой.

## Этническая принадлежность
Цечой исторически относится к обществу Орстхой (карабулаки). В различные периоды различными авторами они отождествлялись то с ингушами, то с чеченцами, а иногда определялись и как отдельная нахская этногруппа (см. Орстхойцы § Этническая принадлежность).
Родовые села находятся в бывшем Галанчожском районе Чечни.
| Село                | население | из них чеченцы | процент чеченцев |
| ------------------- | --------- | -------------- | ---------------- |
| Хайхарой (Череджей) | 93        | 93             | 100 %            |
| Цечахки             | 33        | 33             | 100 %            |
| Базант              | 24        | 24             | 100 %            |
| Верх. Герит         | 85        | 85             | 100 %            |
| Докиох (Мержа)      | 161       | 161            | 100 %            |
| Керт                | 7         | 7              | 100 %            |
| Кола                | 101       | 101            | 100 %            |
| Мужген              | 36        | 36             | 100 %            |
| Ниж. Герит          | 22        | 22             | 100 %            |
| Докиох х.           | 65        | 65             | 100 %            |

## История

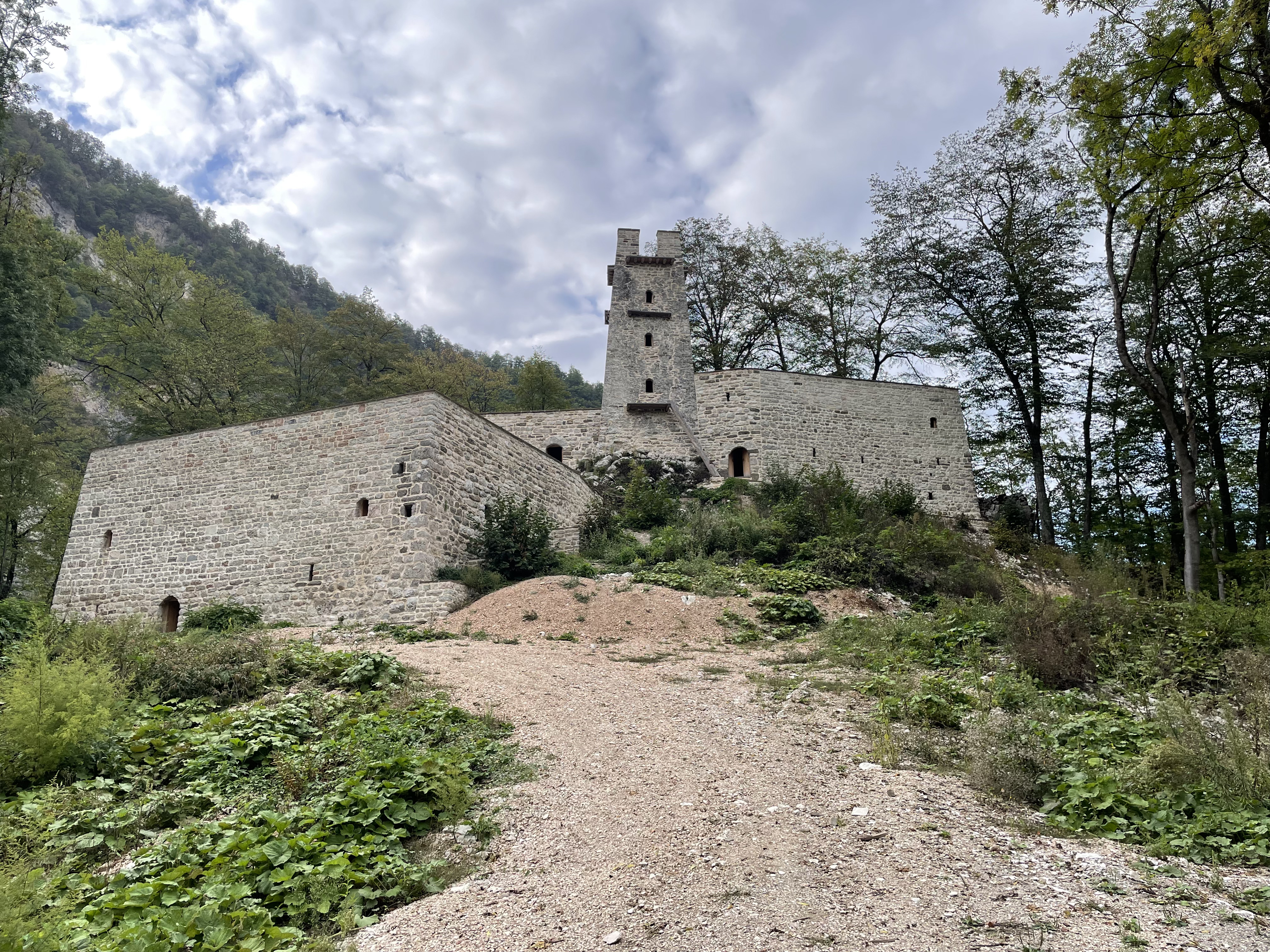
Родовое село Цеча-Ахка. Реставрированный архитектурный комплекс.

Цечой являются выходцами из селения Цеча-Ахки в Чечне, которого А. С. Сулейманов называл прародиной всего общества орстхойцев. В своей работе он также сообщал, что по преданию выходцы из Цеча-Ахки проживали в селении Катаргаштие, но из-за земельного голода они выселились на плоскость и основали нынешнее село — Катар-Юрт. Во 2-й половине XVIII века часть представителей тайпа в числе других орстхойцев переселились на равнинные области в Дагестан. Представитель тайпа Джамбулат Цечоев был руководителем восстания ингушей селения Яндаре в 1825 году.
В 1865 году Цечой в числе большинства жителей Карабулакского участка Ингушского округа переселились в Турцию, оставшиеся же (или вернувшиеся из Турции) карабулаки принимают активное участие в гражданской войне.
В начале XX века горцы оказались в сложных отношениях с царским правительством. Бедняки симпатизировали революционным и анархическим элементам, вроде абрека Зелимхана Гушмазукаева, кроме того представители тайпа были связаны круговой порукой. В результате, когда отряд казаков попытался арестовать укрывателя Зелимхана — Габиса из хутора Цорх, к нему на помощь пришли жители Опиева хутора и завязали перестрелку с казаками. Казаки отступили, но в 1908 году провели карательную акцию под командованием атамана Вербицкого, разрушили оба хутора и насильно переселили жителей в Цеча-Ахки, а частью — в село Мужичи.
В 1918 году горцы оказываются втянутыми в гражданскую войну. Видное место в развернувшихся событиях занял представитель тайпа Тарко-Хаджи Гарданов — шариатский судья и имам села Сагопши. Он возглавил ингушский отряд из жителей Сагопши, Кескема и Пседаха в боях против бичераховцев. В начале 1919 г. он один из организаторов обороны этих сёл от наступающих деникинцев. В февральских боях 1919 г. сагопшинский отряд под личным руководством Торко-Хаджи сыграл большую роль в уничтожении двух деникинских батальонов. Гарданов вошел в правительство Узун-Хаджи, который объявил эмират со ставкой в Ведено. Узун-Хаджи, был довольно преклонного возраста, в свое время, будучи совсем молодым, он воевал в войске имама Шамиля. Торко-Хаджи стал наибом (заместителем) Узун-Хаджи по военным вопросам. Узун-Хаджи вскоре умер и эмират перестал существовать.

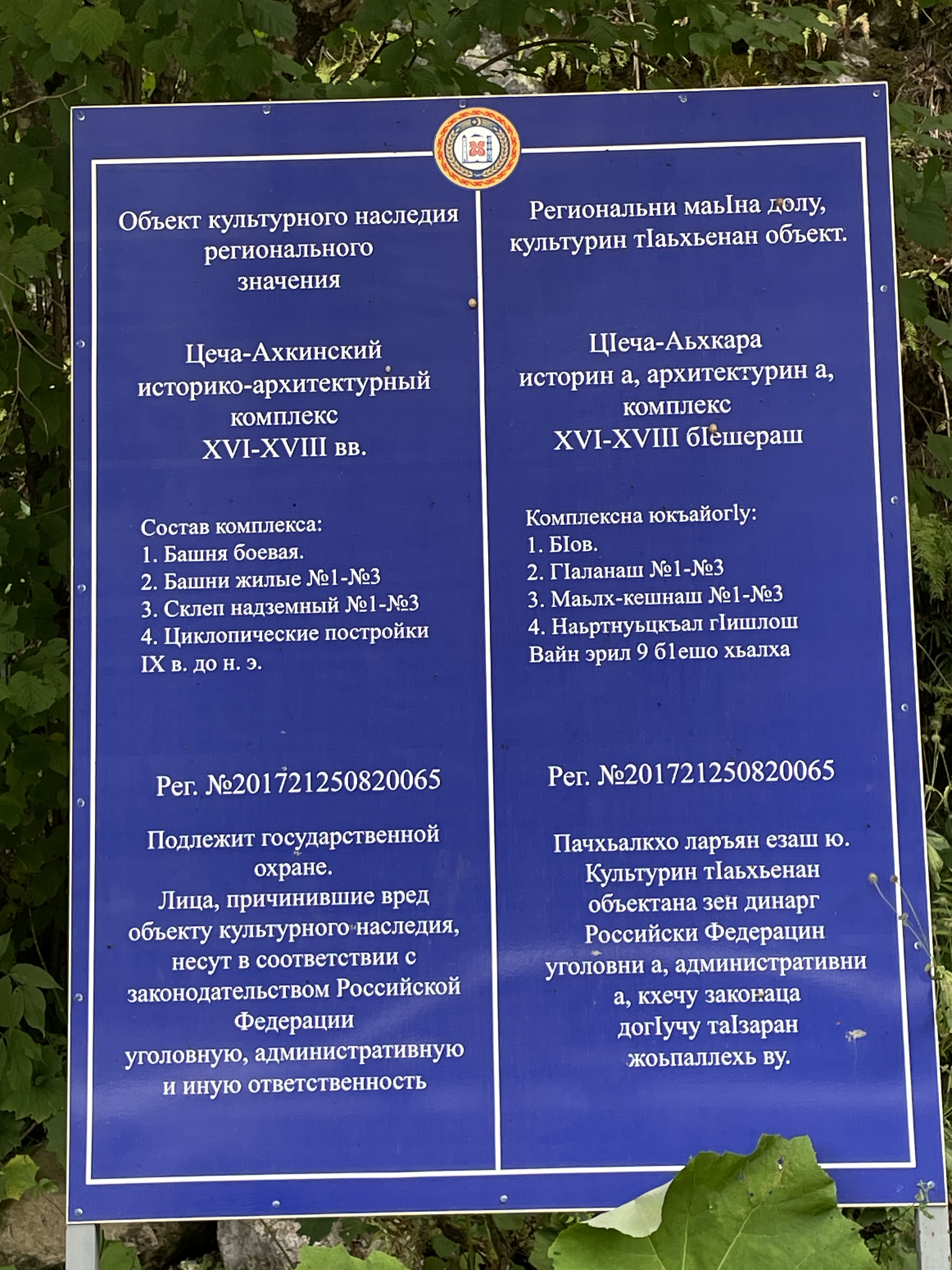
Информация про архитектурный комплекс родового села Цечой.

Многие представители тайпа активно участвовали в создании и управлении Чечено-Ингушской Республикой: так Горчханов Али (1898 год, Плиево, Ингушетия, Терская область, Российская империя — 1954 год) — революционер, участник Гражданской войны, избран в исполком Ингушского округа в 1921 году, председатель исполнительного комитета Чечено-Ингушской Автономной области (1934—1937 годы), председатель Исполнительного комитета Советов Чечено-Ингушской АССР (с января по сентябрь 1937 года). Боков Хажбикар — председатель Верховного совета ЧИАССР (1974—1990 г.г.). Горчханов Тамерлан (1932—11 декабря 1994) — министр здравоохранения Республики Ингушетия. В культурную жизни республики так же внесли вклад представители тайпа: Боков Ахмет (20 августа 1924, Сагопши — 2 апреля 2006, Назрань) — ингушский прозаик и драматург, автор многих романов; Горчханов Бадрудин (род. 1965, с. Плиево) — директор Ингушского отделения Литературного фонда России, писатель и драматург.
В наши дни часть представителей цечойцев организовала некий орган самоуправления — Совет тайпа Цечой.

## Религия
Цечой являются мусульманами-суннитами и приверженцами двух суфийских тарикатов: кадирия и накшбандия. Представитель тайпа, уроженец селения Цеча-Ахки Хусейн-Хаджи Гарданов (1864—1914) основал в селе Плиево религиозное суфийское братство (вирд), относящееся к тарикату кадирия. Численность вирда составляла не более 500 человек, поэтому о его существовании мало известно за пределами тайпа.
В 2013 году выпускник университета аль-Азхара богослов Ибрагим Цечоев принял участие в церемонии омовения Священной Каабы в Мекке.